# Super Knights Chess Academy
Super Knights Chess Academy – lankijska akademia szachowa w Nugegodzie. W rozgrywkach ligowych wystawiała klub pod nazwą Super Knights Chess Club, który w 2022 roku zdobył tytuł mistrza kraju.

## Historia
Akademia powstała w 2013 roku. W 2021 roku wystawiany przez akademię Super Knights Chess Club zadebiutował w Super League. Klub zajął wówczas trzecie miejsce w lidze, za University of Sri Jayewardenepura i Anandians Chess Club. W sezonie 2022 zespół zdobył mistrzostwo kraju. Rok później klub był trzeci w mistrzostwach kraju, kończąc rozgrywki za Läufer Chess Club i Fischer Chess Club. W 2024 roku Super Knights Chess Club nie przystąpił do rozgrywek.